# Лавениекс, Янис
Я́нис Ла́вениекс (латыш. Jānis Lavenieks, 26 июня 1890 года, Скриверская волость — 17 февраля 1969 года, Нью-Джерси) — штабс-капитан русской императорской армии, впоследствии генерал латвийской армии. Командир латвийского полка бронепоездов на протяжении 19 лет. Командир роты 51-го Сибирского пехотного полка и 2-го Волынского полка. Начальник гарнизона Lejaskurzeme. После увольнения из армии в 1940-м году, недолго проработал управляющим консервным заводом.
Один из подписантов Меморандума Центрального Совета Латвии от 17 марта 1944 года. В 1944 году выехал в Германию, а после войны — в США. Автор книги «Latviešu Bruņoto vilcienu pulks».